# Rapaggio
Rapaggio (in corso Rapaghju) è un comune francese di 19 abitanti situato nel dipartimento dell'Alta Corsica nella regione della Corsica.

## Società

### Evoluzione demografica
Abitanti censiti